# Бзіниця-Стара
Бзіниця-Стара (пол. Bzinica Stara, нім. Erzweiler in Oberschlesien) — село в Польщі, у гміні Добродзень Олеського повіту Опольського воєводства.
Населення — 420 осіб (2011).
У 1975-1998 роках село належало до Ченстоховського воєводства.

## Демографія
Демографічна структура станом на 31 березня 2011 року:
|          | Загалом | Допрацездатний вік | Працездатний вік | Постпрацездатний вік |
| -------- | ------- | ------------------ | ---------------- | -------------------- |
| Чоловіки | 200     | 28                 | 150              | 22                   |
| Жінки    | 220     | 31                 | 140              | 49                   |
| Разом    | 420     | 59                 | 290              | 71                   |